# Neripperichal
Neripperichal là một thị trấn thống kê (census town) của quận Coimbatore thuộc bang Tamil Nadu, Ấn Độ.

## Nhân khẩu
Theo điều tra dân số năm 2001 của Ấn Độ, Neripperichal có dân số 15.632 người. Phái nam chiếm 52% tổng số dân và phái nữ chiếm 48%. Neripperichal có tỷ lệ 65% biết đọc biết viết, cao hơn tỷ lệ trung bình toàn quốc là 59,5%: tỷ lệ cho phái nam là 74%, và tỷ lệ cho phái nữ là 56%. Tại Neripperichal, 12% dân số nhỏ hơn 6 tuổi.